# Underwood (företag)

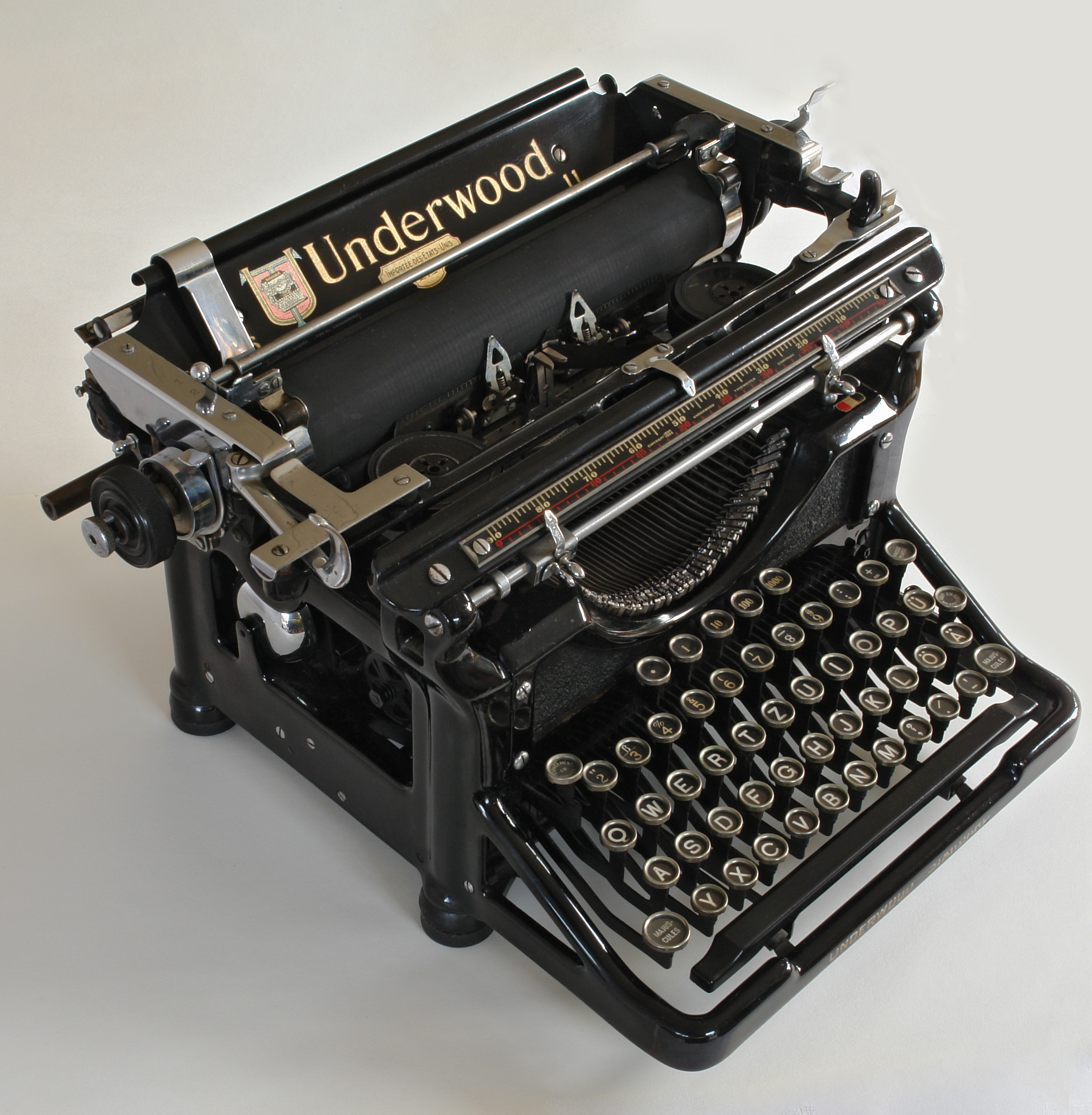
Underwood omkring 1923

Underwood, amerikansk tillverkare av skrivmaskiner. Bolaget var först underleverantör till Remington innan bolaget startade egen tillverkning. Underwoods skrivmaskinstillverkning grundades av John T. Underwood (1857–1937) sedan han köpt Franz Xaver Wagners patent. Senare började bolaget även tillverka additions- och subtraktionsmaskiner. 
Underwood köptes upp av Olivetti 1963 sedan Olivetti blivit delägare 1959. Underwood hade då haft ekonomiska svårigheter under flera år. Under namnet Olivetti-Underwood hade bolaget sitt huvudkontor i New York. Namnet Underwood fortsatte att användas fram till 1980-talet.